# Miro (supermarkt)
Miro was een hypermarkt-keten van Ahold. De eerste hypermarkt uit de Miro-lijn werd in maart 1971 geopend in Vlissingen. Op de parkeerplaats werd de eerste zelfbedieningsbenzinepomp van Nederland geplaatst. Vervolgens werden er vestigingen geopend in Beek (Limburg), Leeuwarden, Assen, Zutphen, Enschede, Purmerend, Heerhugowaard, Nijmegen, Veenendaal, Maastricht, Tilburg en Weert. Het aantal filialen zou op 13 blijven steken. 
Ahold gebruikte de Miro-vestigingen geregeld als proeftuin. Zo werd de streepjescode er het eerst geïntroduceerd. 
De Miro-formule werd in de jaren 1985/86 opgeheven en de winkels werden omgebouwd naar andere concepten.